# Paul Bernays

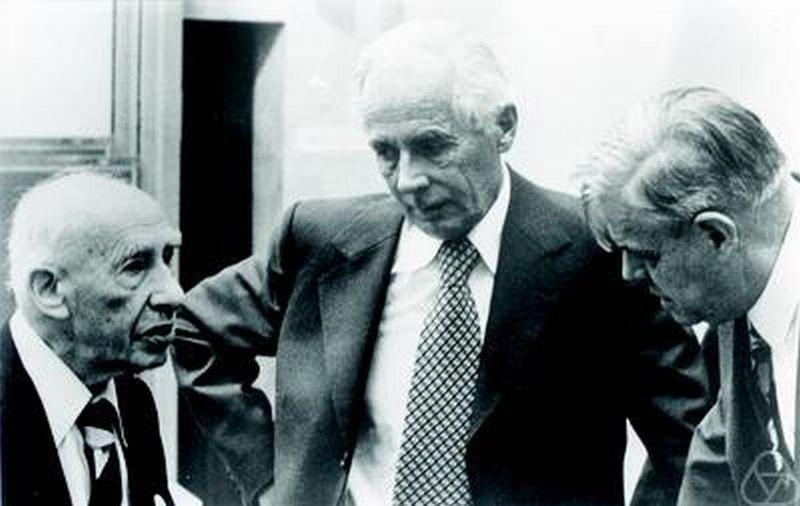
Paul Bernays (links) im Gespräch

Paul Isaak Bernays (meist genannt als Paul Bernays [ˈbɛɐˌnaɪs]; * 17. Oktober 1888 in London; † 18. September 1977 in Zürich) war ein Mathematiker und Logiker.

## Leben

Paul Bernays, 1914

Er entstammte einer deutsch-jüdischen Gelehrtenfamilie und war Bürger der Stadt Zürich. Von London über Paris kam Paul Bernays mit sieben Jahren nach Berlin, wo er 1907 auf dem Köllner Gymnasium das Abitur ablegte und sich im Konflikt zwischen seiner starken musikalischen Neigung und seinem Interesse für die Mathematik zum Studium von letzterem entschied: erst in Berlin an der TH, dann an der Universität und ab 1909 in Göttingen. Neben seinem Studium, das er 1912 mit einer Dissertation bei Edmund Landau abschloss, engagierte er sich intensiv im Kreis des Philosophen Leonard Nelson, der Neuen Fries’schen Schule, dem er – auch als Mitglied der von Nelson 1912/13 gegründeten Jakob-Friedrich-Fries-Gesellschaft und der nach dem Ersten Weltkrieg ins Leben gerufenen Gesellschaft der Freunde der Philosophisch-Politischen Akademie – zeitlebens verbunden blieb.
Von 1912 bis 1917 war er Privatdozent in Zürich, kehrte 1919 auf Ansuchen von David Hilbert nach Göttingen zurück, wo er Privatdozent und 1922 außerordentlicher Professor wurde. Als Jude verlor er 1933 seine Stelle in Göttingen und kehrte daraufhin nach Zürich zurück.
Von 1945 bis 1958 war er Professor an der ETH Zürich. 1947 gründete er zusammen mit Gaston Bachelard und Ferdinand Gonseth die philosophische Fachzeitschrift Dialectica.

## Leistung
Bernays baute die Beweistheorie von David Hilbert weiter aus, mit dem er das von ihm zum größten Teil allein verfasste Werk über die Grundlagen der Mathematik veröffentlichte. Danach legte er über Jahre Arbeiten zur axiomatischen Mengenlehre vor. Seine Mengenlehre mit Klassen bildete einen wesentlichen Grundstock für die spätere Neumann-Bernays-Gödel-Mengenlehre.
Er gab die Gesammelten Schriften von Leonard Nelson mit heraus.

## Werke
- David Hilbert und Paul Bernays: Grundlagen der Mathematik I–II, Grundlehren der mathematischen Wissenschaften 40, 50, Berlin: Springer, 1934/1939
- Paul Bernays: A System of Axiomatic Set Theory I-VII. In: Journal of Symbolic Logic, Teil I in Band 2 (1937), S. 65–77; Teil II in Band 6 (1941), S. 1–17, Teil III in Band 7 (1942) S. 65 ff., Teil IV in Band 7 (1942), S. 133ff, Teil V in Band 8 (1943), S. 89 ff., Teil VI in Band 13 (1948), S. 65ff, Teil VII in Band 19 (1954), S. 81 ff. Gesamtedition in: Sets and classes, on the work of Paul Bernays, Herausgeber Gert H. Müller, Amsterdam, New York, Oxford, 1976, S. 1–119.
- Paul Bernays: Axiomatic Set Theory. Amsterdam 1958
- Abhandlungen zur Philosophie der Mathematik. Darmstadt 1976

## Literatur

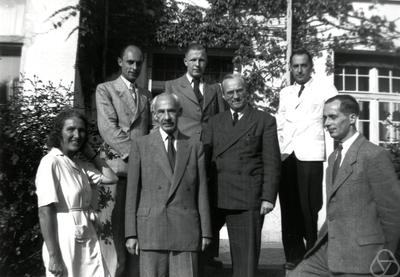
Herbst 1949 in Oberwolfach, von links: Irmgard Süss, Hans-Heinrich Ostmann, Paul Bernays, Gisbert Hasenjaeger, Arnold Schmidt, Herbert von Kaven, Kurt Schütte